# I soliti idioti - Il film
I soliti idioti - Il film è un film commedia italiano del 2011 diretto da Enrico Lando, basato sull'omonima sitcom trasmessa da MTV.

## Trama
Ruggero fa un sogno ambientato nell'antica Roma, nel quale veste i panni di un senatore mentre Gianluca è un gladiatore: Ruggero cerca di convincere il figlio Gianluca a corteggiare Messalina ma il giovane si rifiuta in quanto il giorno dopo avrebbe dovuto sposare Fabiana, la sua fidanzata storica e mai sopportata dal padre, ed è proprio a questo punto che inizia la giornata: Ruggero, in seguito all'affermazione del figlio, si sveglia di soprassalto e durante il loro incontro in corridoio lo manda a quel paese di buon mattino.
Dopo vari battibecchi e vicissitudini, i due si preparano per raggiungere la chiesa in cui è tutto pronto per il matrimonio di Gianluca ma, all'insaputa del figlio, Ruggero, che aveva fatto la stessa mattina una scommessa col suo amico d'infanzia Chicco, quel giorno decide di non fermarsi in chiesa e di non far sposare il figlio, fingendo di essere affetto da una improbabile malattia, la "rantolite seborroica" inventata sul momento, che presto lo avrebbe portato alla morte.
Convince quindi il figlio ad andare con lui a Roma in modo che abbia l'occasione di vedere i posti dove ha vissuto il padre e dove vorrà essere sepolto. In realtà Ruggero non sta per morire ma deve tenere fede alla scommessa fatta con l'amico, per la quale Gianluca sarebbe andato a letto con Irina Tjianchikova, modella di Smutandissimi.
Durante il viaggio effettueranno numerose tappe programmate da Ruggero, la prima delle quali è in un autogrill: qui, dopo aver preso da bere, Ruggero mostra al figlio il "serpentone", ovvero il lungo corridoio per arrivare all'uscita, elogiandolo insieme ai suoi stravaganti articoli in vendita. Nel parcheggio si accorda con due mafiosi russi e scambia l'auto con un'ambulanza, così da poter usufruire della corsia d'emergenza dell'autostrada ed evitare quindi il traffico. Nega anche il soccorso a una vittima di un incidente, che, secondo Ruggero, in quanto ancora viva non aveva bisogno di cure mediche.
Successivamente hanno un battibecco con un tizio alla guida di una Smart che hanno quasi tamponato, così Ruggero obbliga il figlio a pedinarlo per potersi fare valere con l'automobilista. A un certo punto lo perdono, ma lo ritrovano poco dopo da un tabacchino. È il momento giusto: Ruggero spiega a Gianluca, inizialmente contrario, come affrontare la situazione da vero uomo, ma l'uomo è più caratterialmente propenso alle risse e ai litigi, e ha la meglio.
A un certo punto del viaggio, Ruggero si ferma in una via secondaria per godersi la canna (da lui chiamata «er fiòdena») appena preparata, e obbliga Gianluca a fare lo stesso. Anche qui il figlio viene costretto contro la propria volontà e, non essendo abituato, sviene dopo il primo tiro.
Prima di arrivare al residence dell'evento, la tappa più importante, Ruggero porta il figlio in una casa chiusa abusiva dove incontra sue vecchie conoscenze che lo accolgono calorosamente, dato che non si vedevano da molti anni. Con la tenutaria Ruggero ha avuto, diversi anni prima, un altro figlio, caratterialmente opposto a Gianluca e del quale la moglie sembra sia ancora ignara. Dopo le chiacchierate e la cena, Ruggero arriva al dunque, consiglia a Gianluca di sceglierne una e consumarci un rapporto ma, proprio in quel momento, sopraggiunge la polizia, costringendo tutti alla fuga.
Gianluca scopre casualmente l'inganno del padre, che si era appuntato tutte le tappe finora descritte e la scommessa finale su un giornale, e decide di abbandonarlo, ma i due vengono arrestati dopo un inseguimento per mezza Roma da diverse volanti della Polizia.
Ed è proprio in carcere che Ruggero incontra Chicco che lo umilia davanti al figlio, accusandolo di essere un bugiardo cronico creduto soltanto proprio da quell'ingenuo del figlio: a questo punto Gianluca non ci vede più e inizia ad insultare Chicco prendendo le difese del papà e rendendolo fiero, per una volta, di lui. Qualche istante dopo i due riescono a scappare dal carcere, grazie all'intervento dell'avvocato di Ruggero che sfonda le mura della galera con un escavatore.
E così anche Gianluca si convince che bisogna vincere la scommessa che il padre ha fatto con Chicco e i due si recano al party per poter intercettare Irina e avere la possibilità di portarla a letto. Ruggero consiglia al figlio di avere un approccio diretto con la ragazza, ma Gianluca inizia a parlare e scherzare con la modella che lo apprezza molto e lo porta con lui in camera; Ruggero, munito di fotocamera, si infiltra nella stanza dove Irina sta dedicando uno spogliarello al figlio, e dopo qualche istante viene scoperto e proprio quando la ragazza sta per rifilargli un ceffone scoppia un terremoto che praticamente distrugge il residence.
I due vincono la scommessa (precisamente di un solo euro) non tanto perché Gianluca sia riuscito ad andare a letto con Irina ma in quanto diventa anch'egli modello di Smutandissimi insieme alla ragazza: la foto di Gianluca con Irina è ormai presente nei nuovi cartelli pubblicitari. Ruggero e Gianluca scappano dai mafiosi russi mentre Gianluca spara un colpo di pistola verso di loro.
Durante la vicenda principale, nel corso di tutto il film, anche i personaggi più importanti della serie appaiono, vivendo una loro giornata tipica secondo gli episodi della serie, ma in questo caso collegata al matrimonio, anche se nessuno specifica se e come conosce gli interessati. Sebastiano va in posta a spedire un regalo di nozze chiedendo di farlo arrivare entro sera, ma l'immancabile presenza dell'impiegata Gisella gli fa decidere di far tutto da sé. La reincontra al casello autostradale, quindi procede per strade secondarie, dove rimane a secco. Dopo vari tentativi di autostop, viene accompagnato in chiesa da un gruppo di metallari come lui.
Fabio fa il test di gravidanza, che ovviamente risulta negativo, ma se lo rigira a suo favore e dà a Fabio il "felice annuncio". Fabio non se ne cura ed esce, senza dire dove va. Fabio prova ad aspettarlo in chiesa ma senza successo, quindi va a prendere la pillola del giorno dopo per fargli un dispetto. Decide quindi di buttarsi da un tetto, ma Fabio arriva in tempo, gli dice che lo ama e i due si ricongiungono.
Marialuce e Giampietro si preparano per il matrimonio, non tanto per un reale interesse, ma più che altro perché per lei è un evento da ricchi a cui vanno tutte le persone importanti. Accompagnano prima il figlio Gianmaria a prendere lo scuolabus ma, siccome quasi tutti i suoi compagni sono stranieri, Marialuce decide di portarlo via, solo che il modo assurdo che lei e il marito utilizzano fa sì che sbaglino bambino, prendendone uno che non conoscono. La loro giornata sarà quindi una corsa verso la chiesa, durante la quale Marialuce tratterrà la vescica, Giampietro tenterà inutilmente di chiamare un taxi ed entrambi dovranno anche riportare indietro il bambino "sbagliato".

## Produzione
L'idea del film è nata durante il periodo di riprese della seconda stagione della serie omonima da cui il film è tratto, due anni prima dell'effettiva produzione della pellicola. Successivamente questo soggetto è stato utilizzato in occasione di una proposta del produttore Pietro Valsecchi, quando i fan della serie, sempre più numerosi, hanno cominciato a richiedere un lungometraggio.

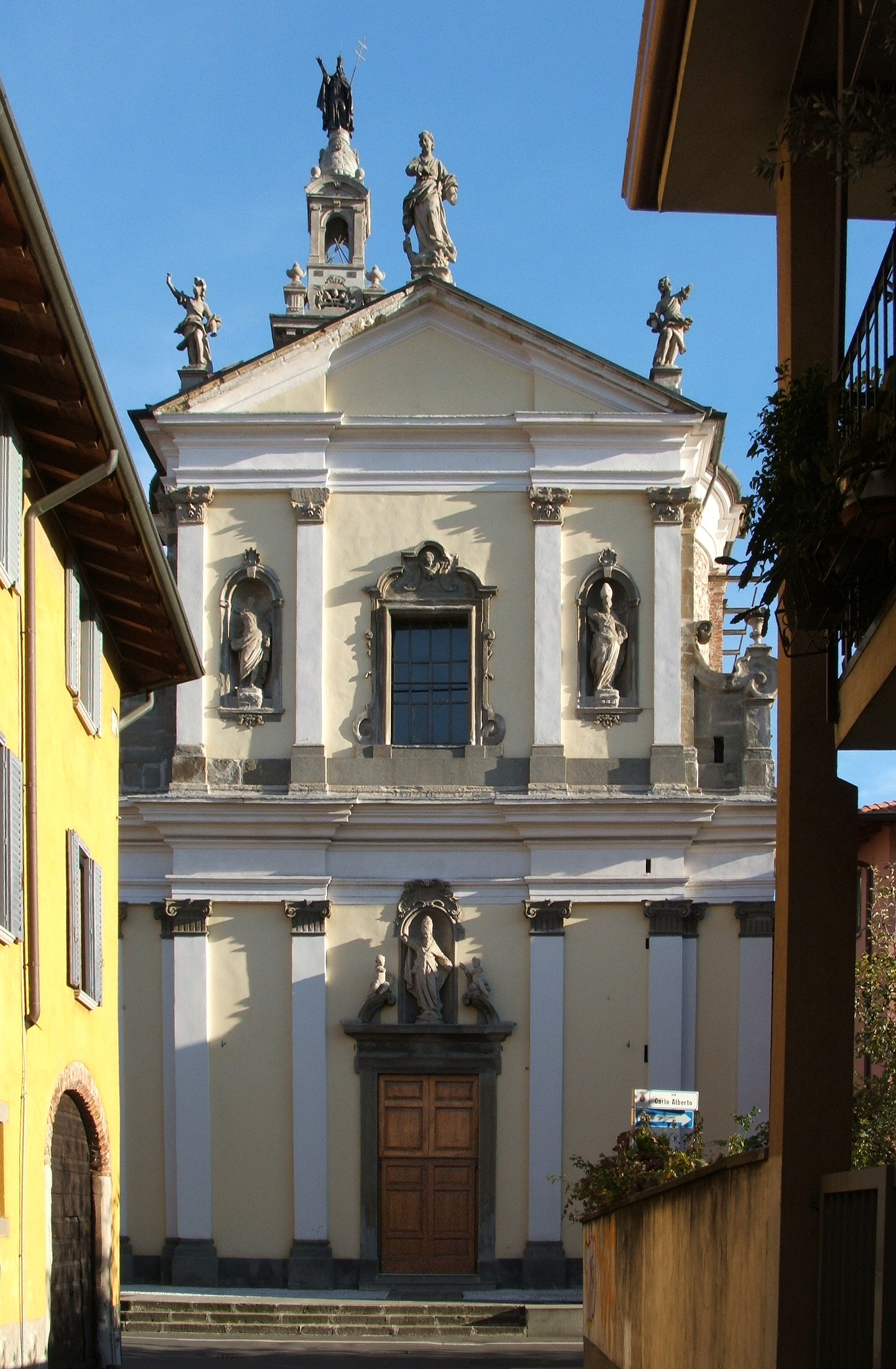
L'ex chiesa di San Sisto a Bergamo

Le riprese cinematografiche si sono svolte in Lombardia e a Roma dal 25 luglio fino al 17 settembre 2011, per un totale di otto settimane di riprese. Il film ha previsto la registrazione di alcune scene sia all'interno che all'esterno dell'ex chiesa di San Sisto a Bergamo, nel periodo compreso tra il 1º e il 4 agosto 2011.
Tra gli attori compaiono anche il giovane attore Cris Rea, Alberto Ferrari, Roberta Sammarelli e Luca Ferrari, membri del gruppo bergamasco Verdena. Francesco Mandelli ha affermato di essere amico della band da molti anni e di considerarli «il miglior gruppo rock del decennio». Anche Francesco Sarcina de Le Vibrazioni e Rocco Tanica di Elio e le Storie Tese hanno dei ruoli minori. La preparazione del trucco a base di colle chirurgiche e solventi per il personaggio di Ruggero De Ceglie dura quattro ore e mezza. Durante le riprese Mandelli si è sottoposto a più di venti sessioni di trucco, talvolta anche notturne.

## Distribuzione
Il film è stato distribuito nelle sale italiane il 4 novembre 2011.

## Accoglienza

### Incassi
Durante il primo fine settimana di programmazione la pellicola ha incassato 4.492.772 euro. mentre nel secondo weekend di programmazione la pellicola ha incassato altri 2.421.632 euro. Il film, distribuito in oltre 511 sale, ha chiuso con un incasso complessivo di 10516000 €. I soliti idioti - Il film inoltre si è classificato come il film italiano più visto nel periodo tra settembre e novembre 2011, confermando di essere stato un grande successo cinematografico.

### Critica
Nonostante il successo, Paolo Mereghetti ha avuto una considerazione molto negativa del film scrivendo su Ciak:

## Promozione
Il trailer ufficiale è stato pubblicato il 19 ottobre 2011. I due attori hanno pubblicizzato il film recandosi dapprima nella casa del Grande Fratello 12, poi a Colorado, ad Amici, a Le iene (contribuendo a un'intervista doppia) e a X Factor nonché facendo il giro dei cinema italiani intrattenendo gli spettatori prima della visione.

## Sequel
In occasione della manifestazione Capri, Hollywood Smart International fest il produttore Pietro Valsecchi ha annunciato il sequel del film, che si intitola I 2 soliti idioti. Le riprese sono iniziate il 26 giugno 2012; il film è stato distribuito nelle sale il 20 dicembre del 2012 e la storia riparte dove si era concluso la prima parte. A questo secondo capitolo cinematografico partecipa anche Teo Teocoli.